# (48707) 1996 KR1
(48707) 1996 KR1 là một tiểu hành tinh nằm ở rìa trong của vành đai chính. Nó được phát hiện qua chương trình tiểu hành tinh Beijing Schmidt CCD ở trạm Xinglong ở tỉnh Hồ Bắc, Trung Quốc ngày 19 tháng 5 năm 1996.